# Aux phares de la Bastille
Aux phares de la Bastille est un grand magasin parisien d'habillement ouvert en 1875, au coin de la place de la Bastille et de la rue Saint-Antoine, à la limite des 4e et 11e arrondissements. Il fermera lors de la Première guerre mondiale.

## Le bâtiment
Le bâtiment de style haussmannien forme un important quadrilatère avec une grande cour centrale entre la place de la Bastille et les rues Saint-Antoine et rue de la Bastille, cependant, les vues proposées par les affiches ou tracts de l'époque le représentent toujours plus grand qu'il n'est réellement. Le nom du magasin fait référence aux quatre clochetons qui marquent les angles et qui abritent des phares qui s'illuminent le soir. De nos jours, c'est une annexe de la Banque de France qui occupe une partie des locaux. Au rez-de-chaussée, le Café des Phares rappelle l'originalité de l'ancien bâtiment qui a perdu ses tourelles en 1947.

## La politique commerciale
Le directeur, monsieur Gabriel, utilise tous les artifices publicitaires pour promouvoir son magasin face à la concurrence effrénée dans cette deuxième partie du XIXe siècle qui voit s'ouvrir de nombreux magasins du même genre à Paris. Il fait imprimer de nombreuses affiches, fait distribuer des tracts, offre des images à collectionner pour ses clients. Profitant de son emplacement, pour les fêtes du 14 juillet 1880, il distribue 25 000 drapeaux tricolores. En 1887, il crée une publication trimestrielle qui sera éditée pendant plus de dix ans. Dès son ouverture, le magasin dispose aussi d'un catalogue de vente par correspondance qui expédie ses produits dans toute la France et à l'étranger. C'est la crise créée par la guerre de 1914-18 qui provoque la fermeture du commerce.

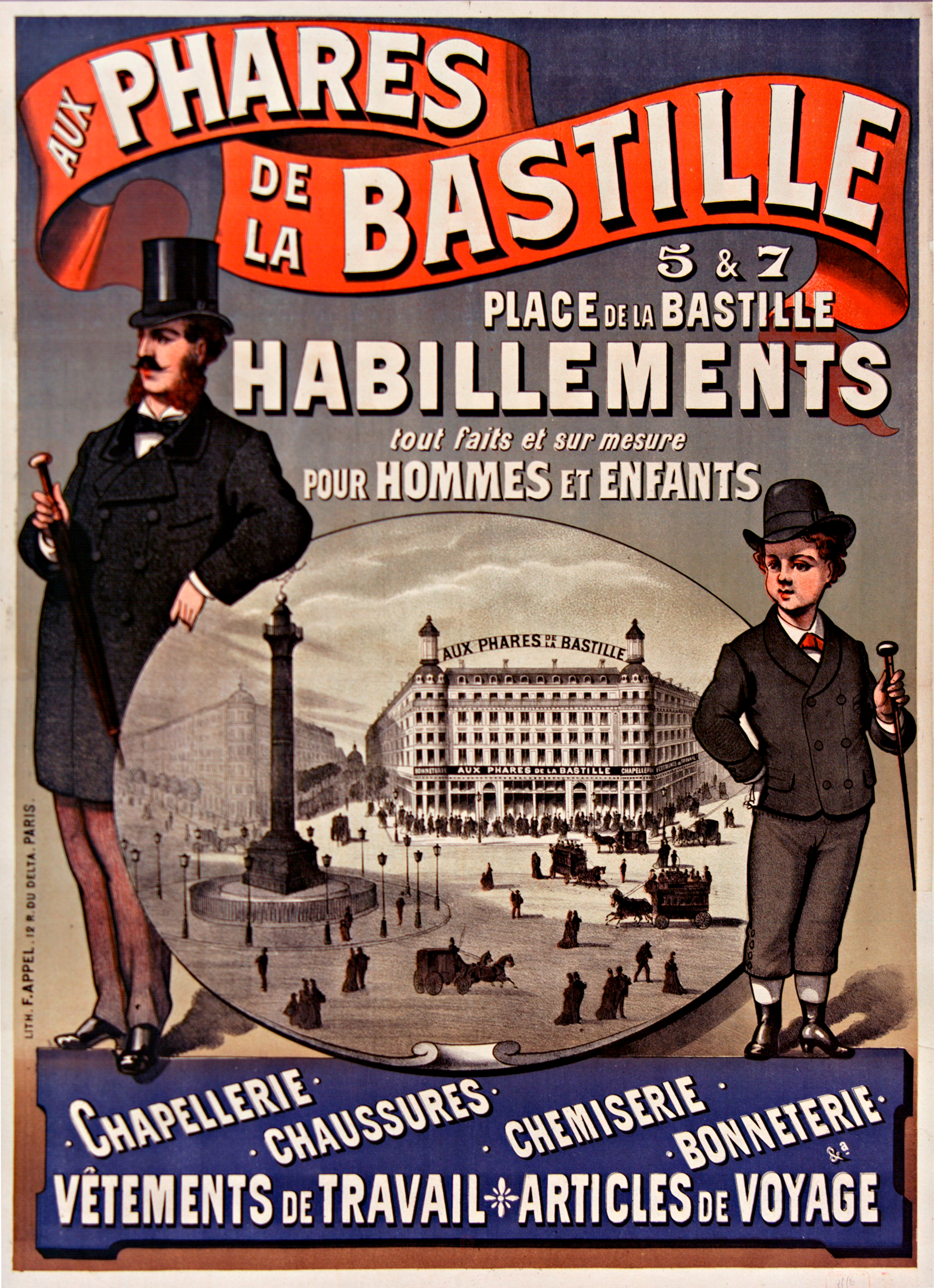
Une affiche grand format avant 1880.
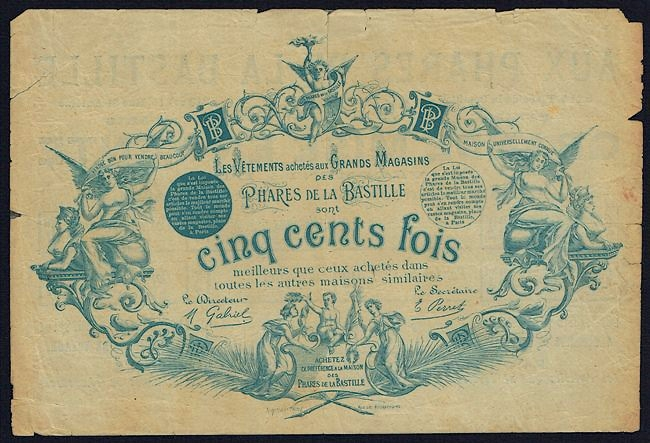
Un tract qui reprend l'aspect d'un billet de banque
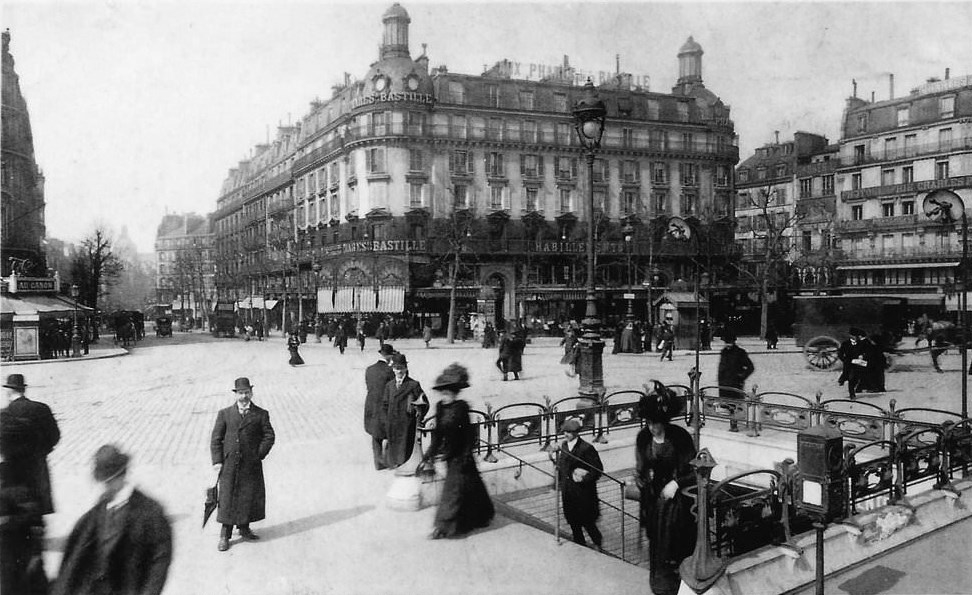
Photographie vers 1910, l'entrée du métro n'existe plus.
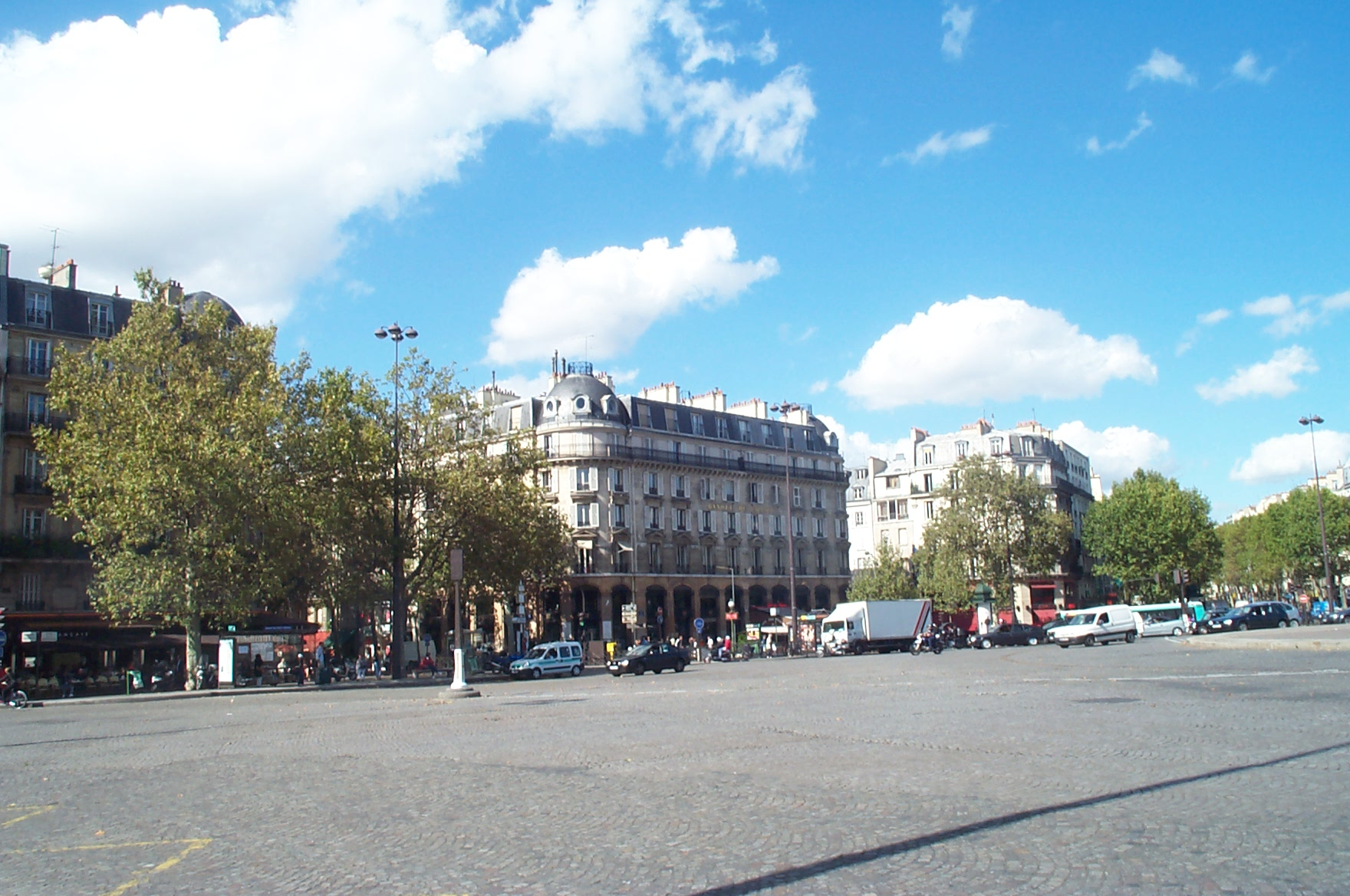
Le bâtiment de nos jours, sans les clochetons des anciens phares.